# Plau am See
Plau am See település Németországban, Mecklenburg-Elő-Pomeránia tartományban. Lakosainak száma 6166 fő (2023. december 31.).

## Fekvése
Neubrandenburgtól nyugatra, a Plauer See nyugati partján fekvő település.

## Története
A Plauer See nyugati partjának közepe körül a 15. században a brandenburgi rablólovagok elleni védekezésül a mai Plau helyén a középkorban ertődítményt építettek, melyből mára csak az öregtorony és a vár tömlőcül szolgáló része maradt fenn.
Plau városa a 13. században létesült, ott, ahol az Älde folyó ömlik a tóba. Akkoriban ez volt Mecklenburg déli határa, ahol fontos kereskedelmi útvonalak vezettek keresztül.
A város szülötte, dr. Alban találta fel a gőzgéppel hajtott szövőgépet, ezzel kezdődött meg a manufaktúra iparrá alakulása. Ő helyezte üzembe Mecklenburg első gőzhajóját is.

## Nevezetességek
- Temploma - Plau egyik jellegzetes épülete.
- Vizimalom

## Galéria

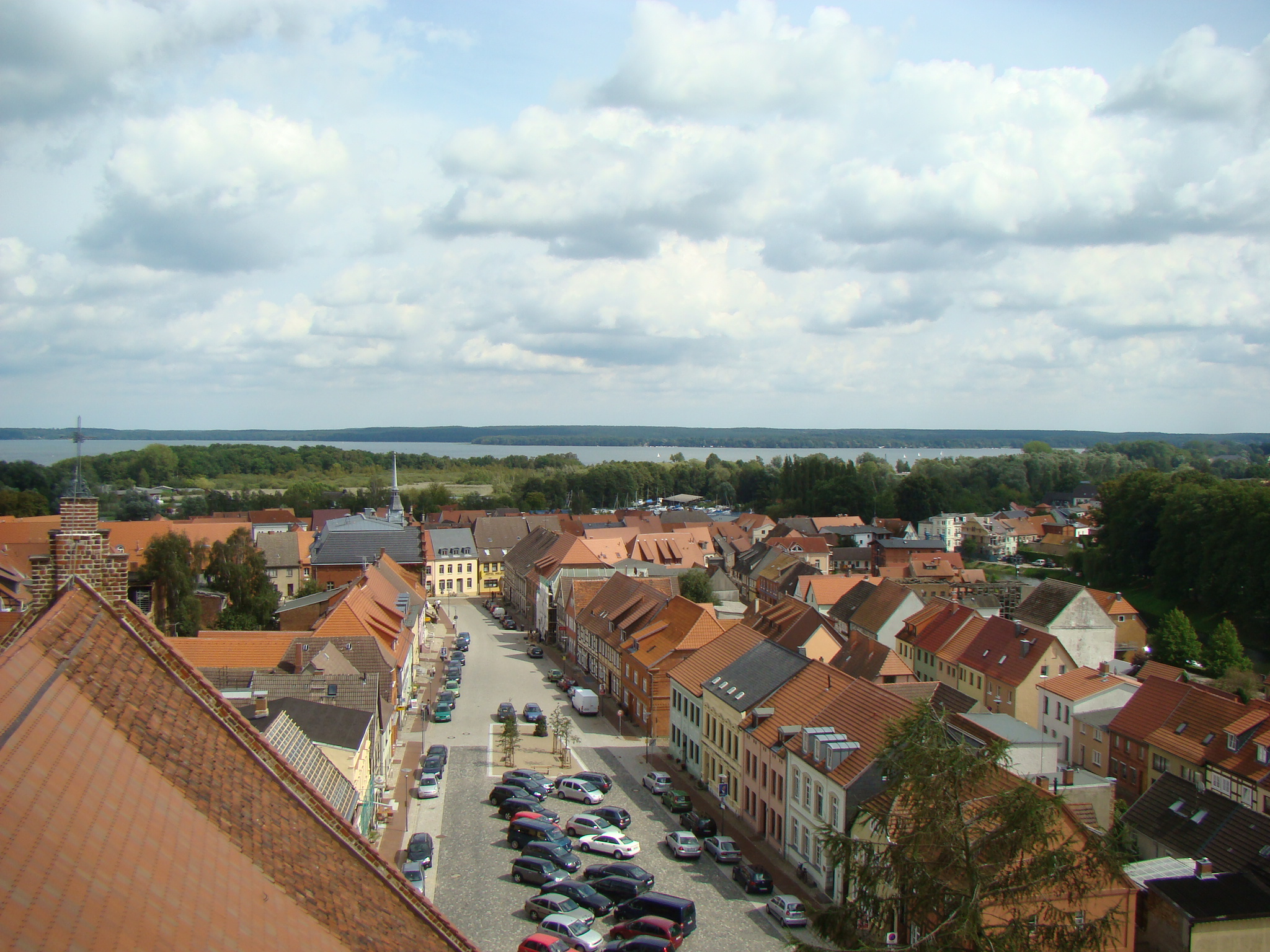
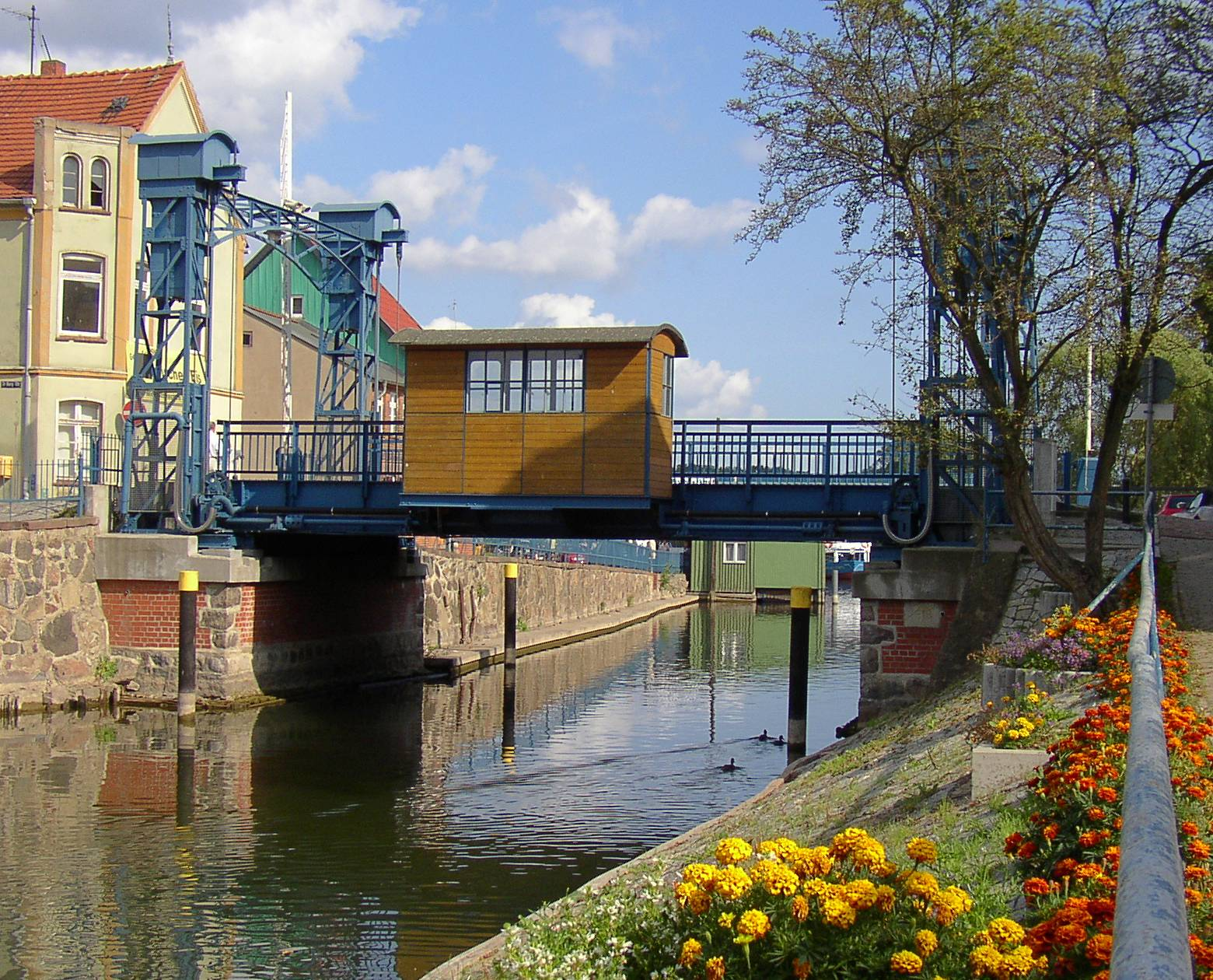
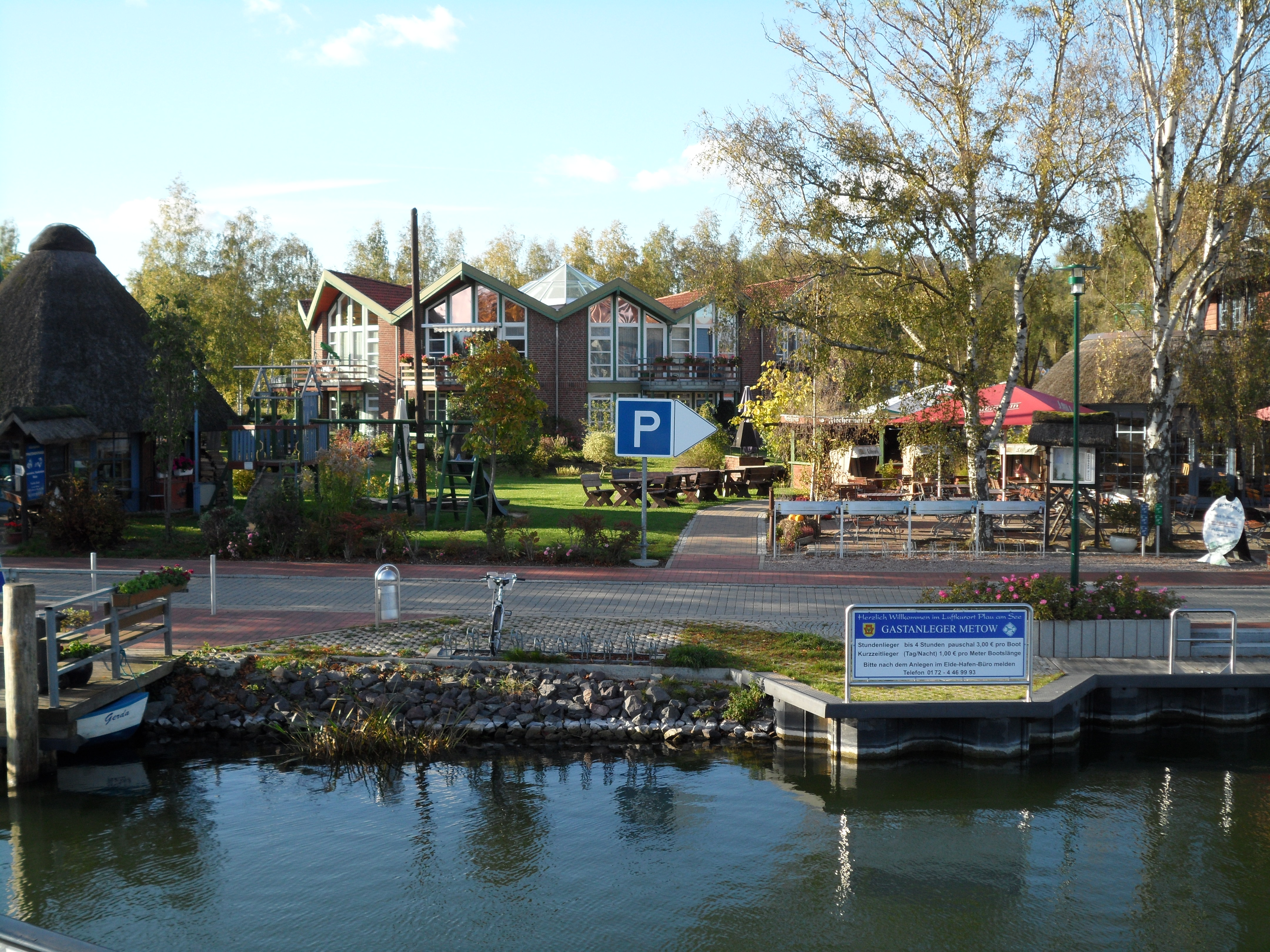
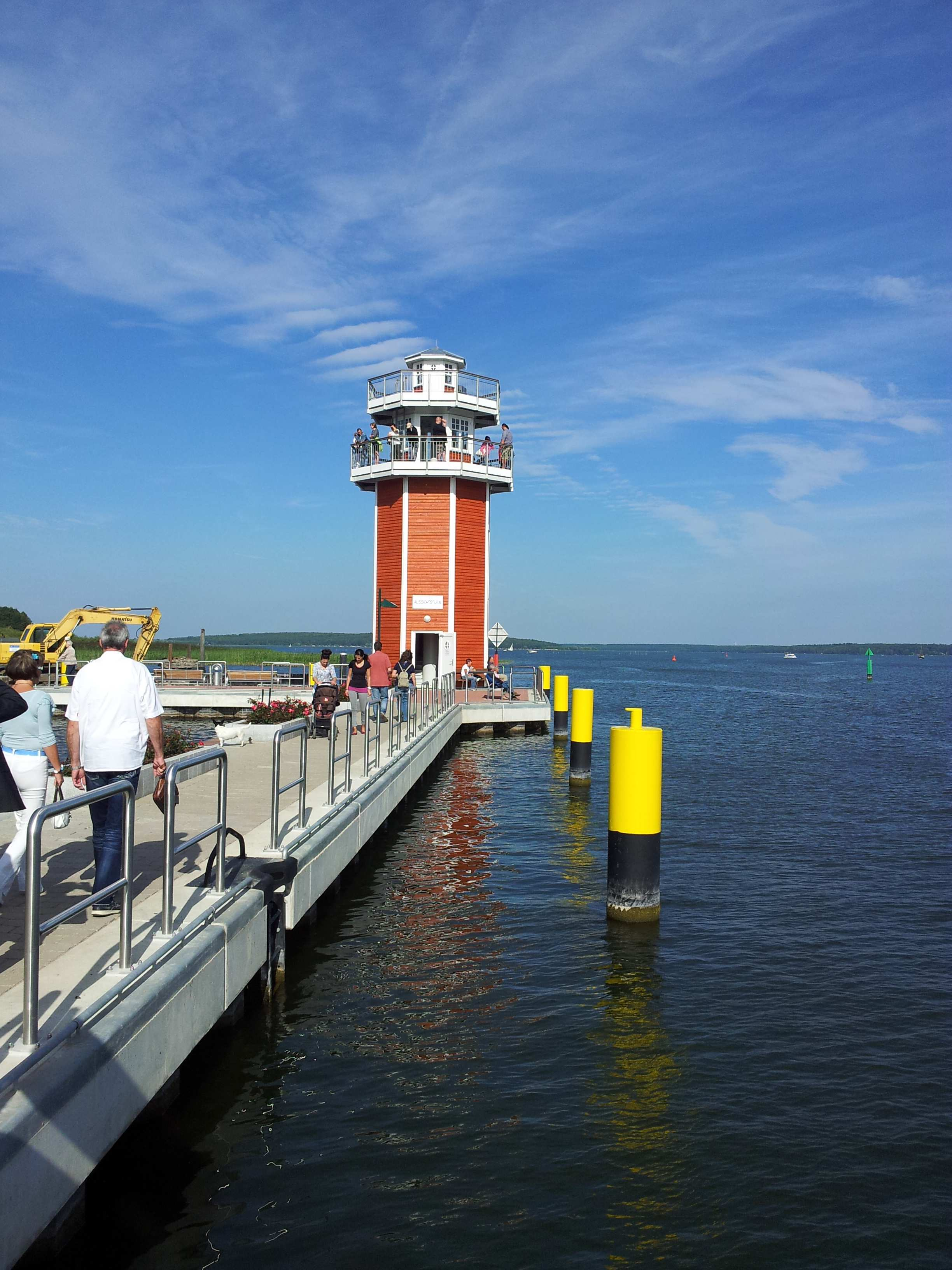
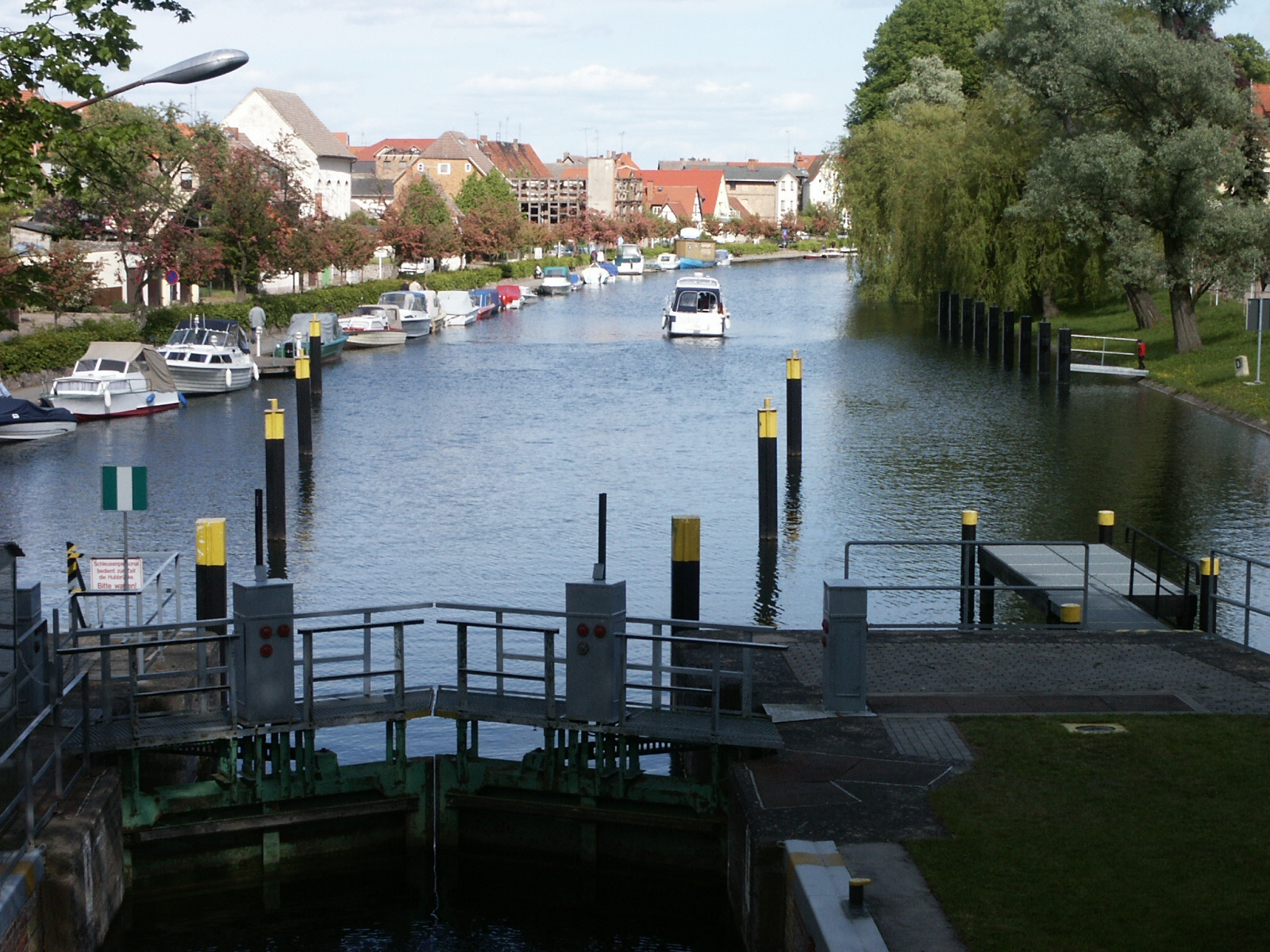
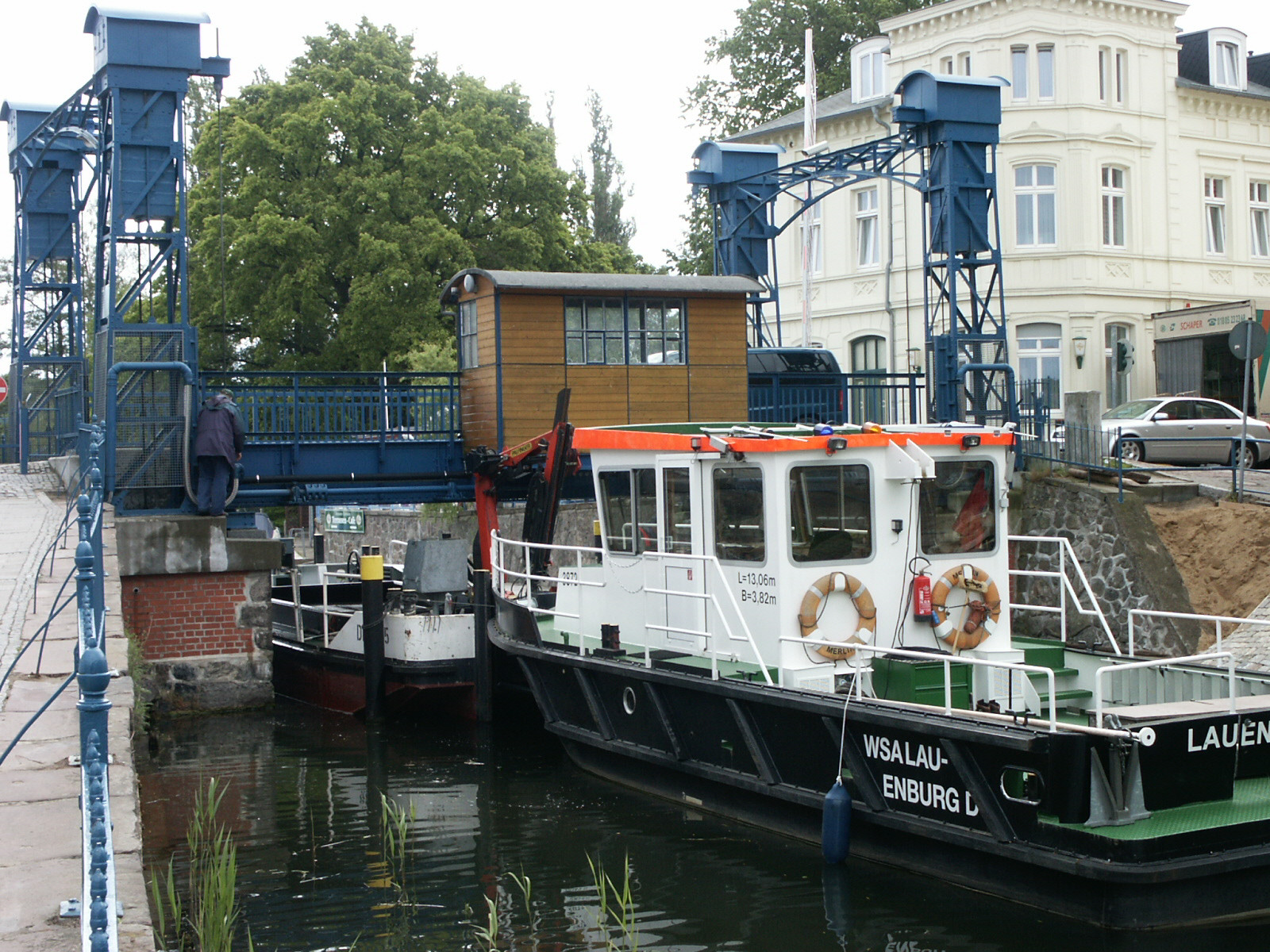
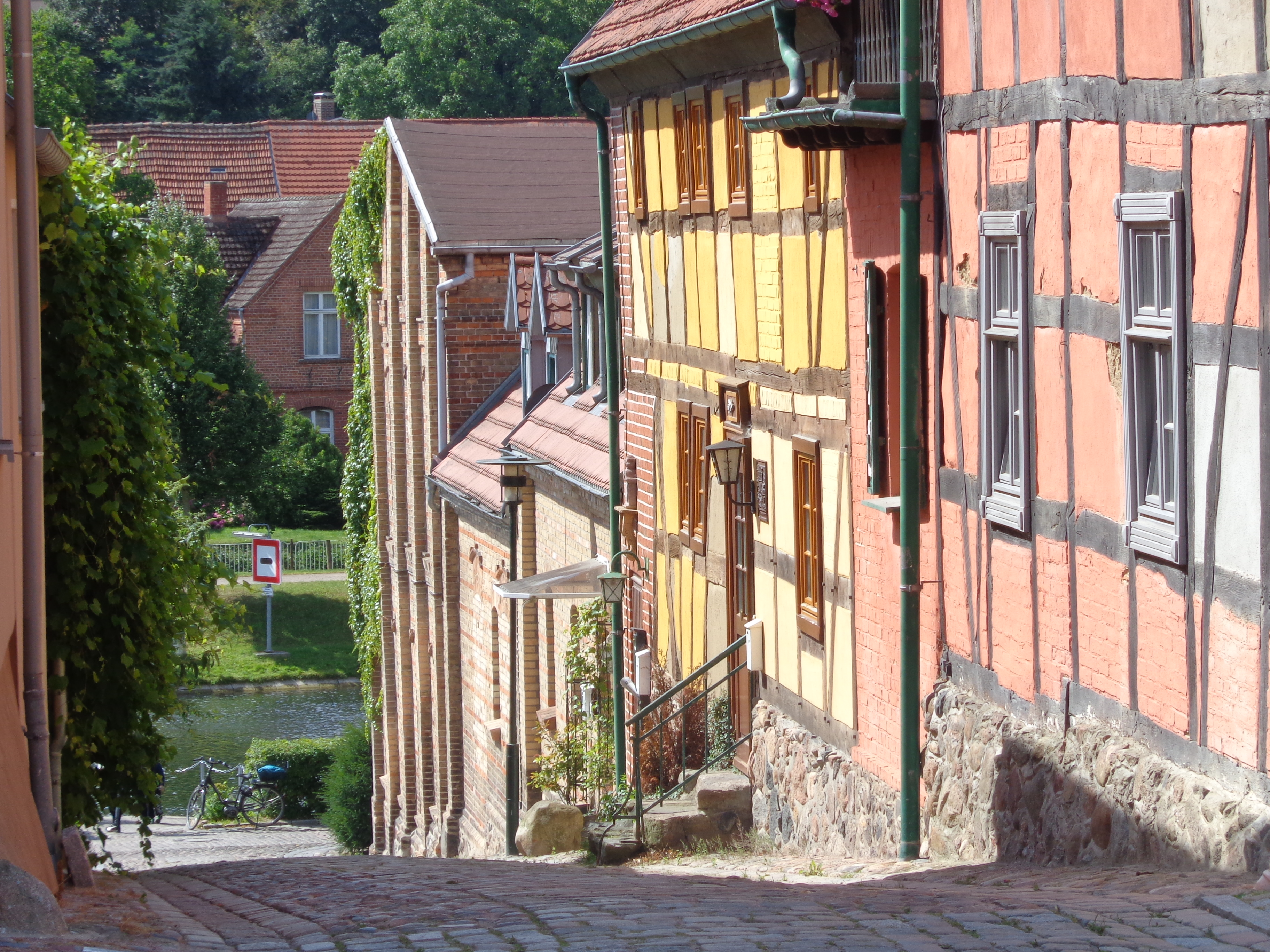
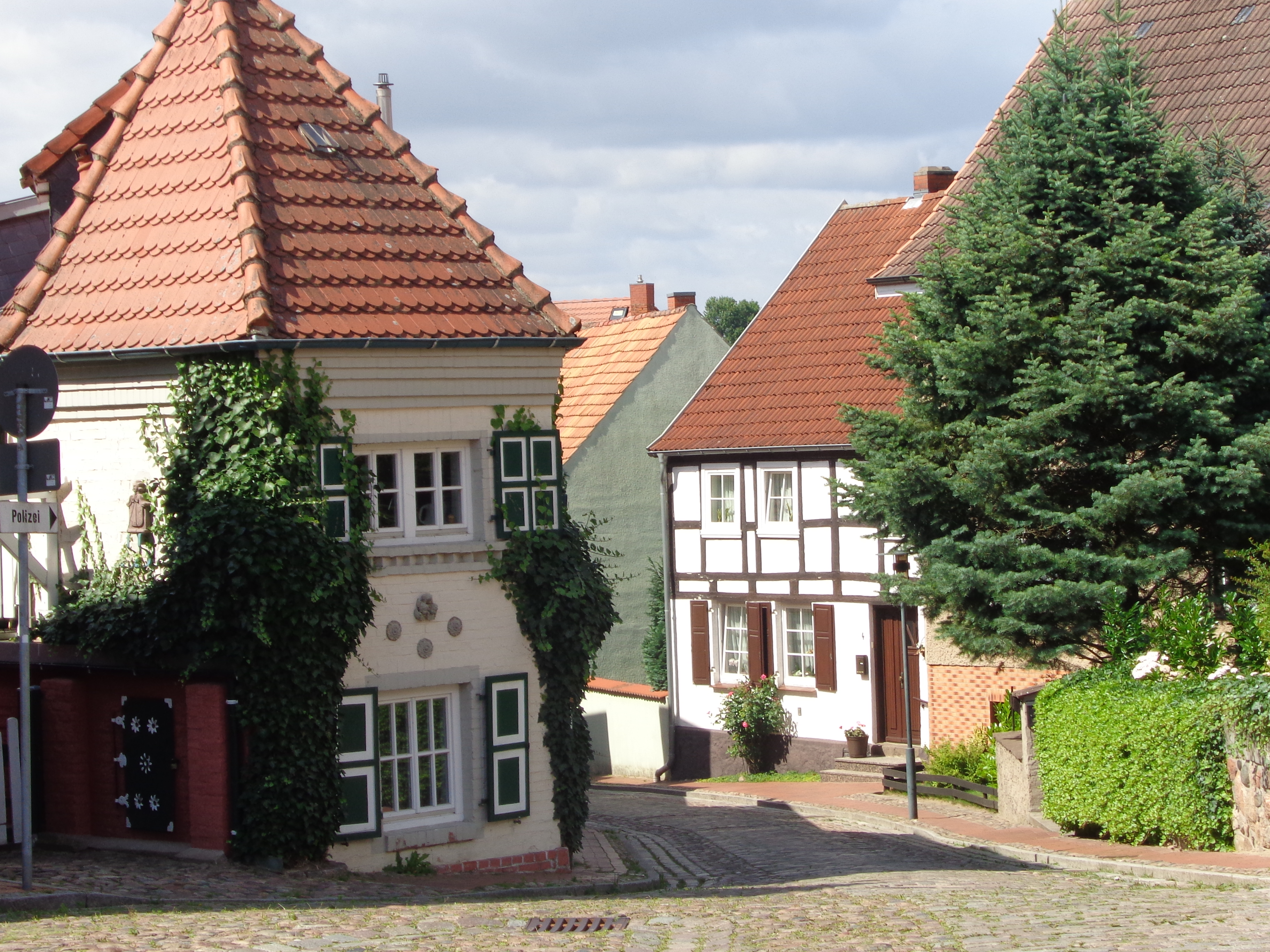
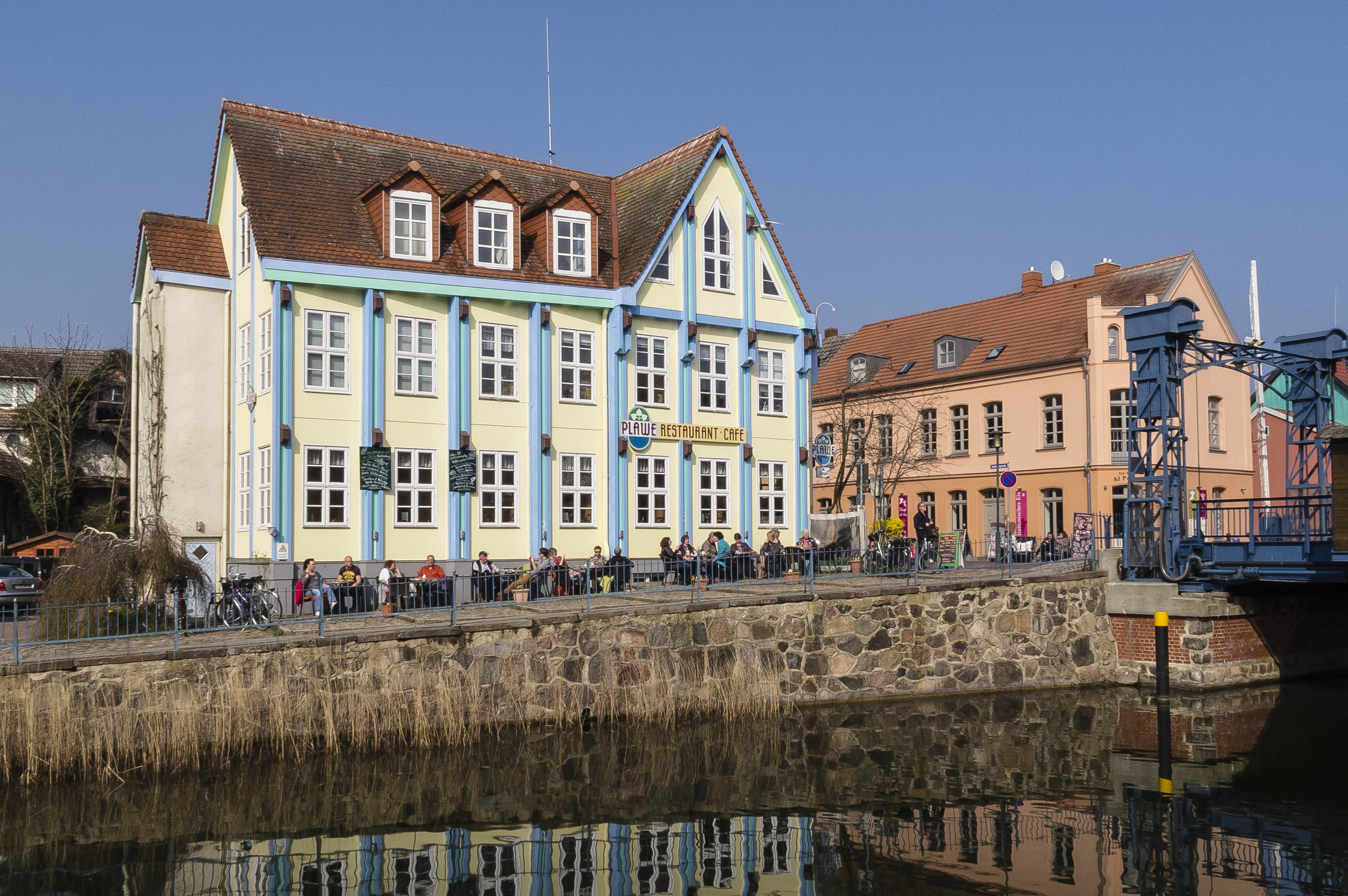
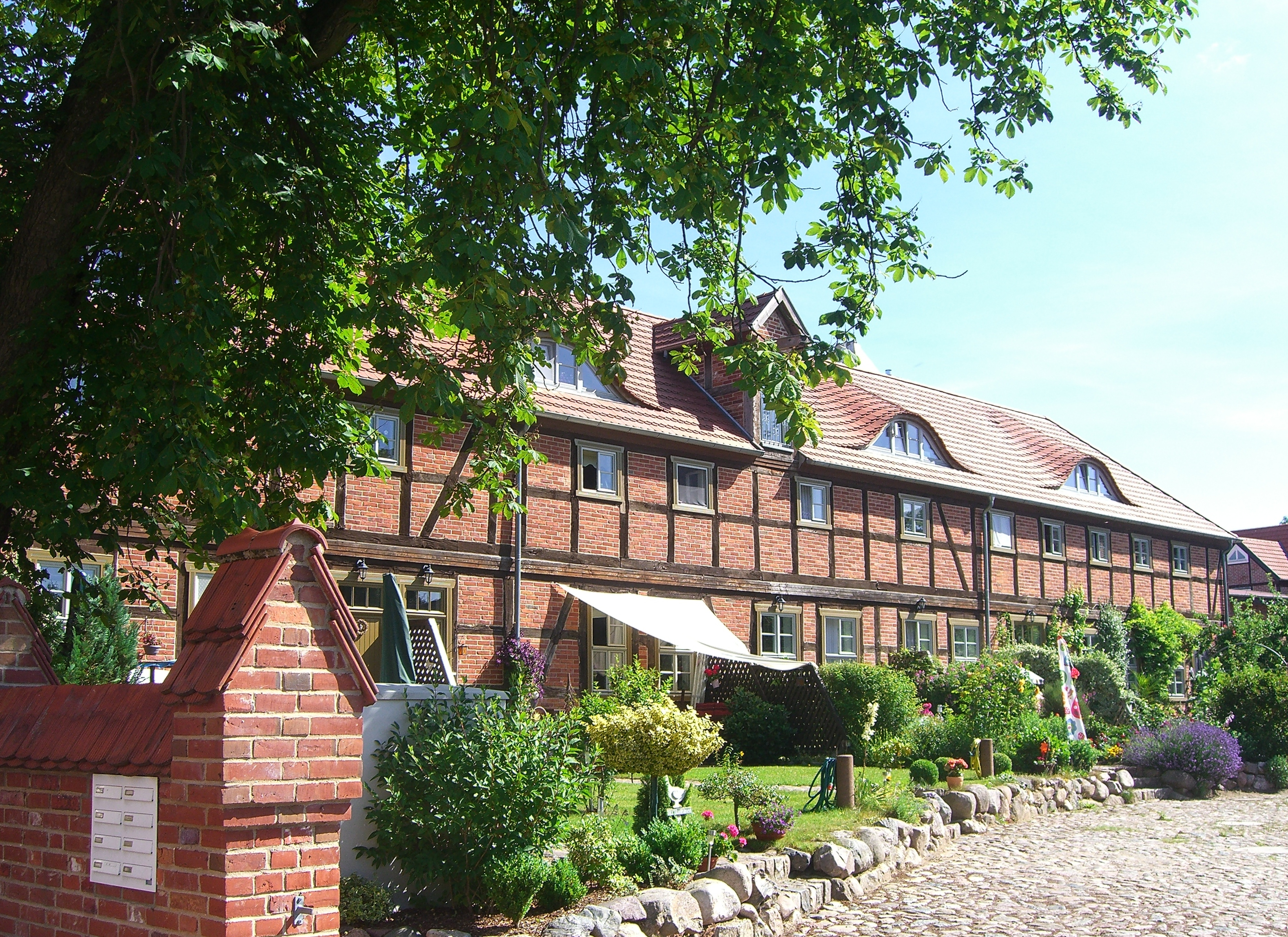
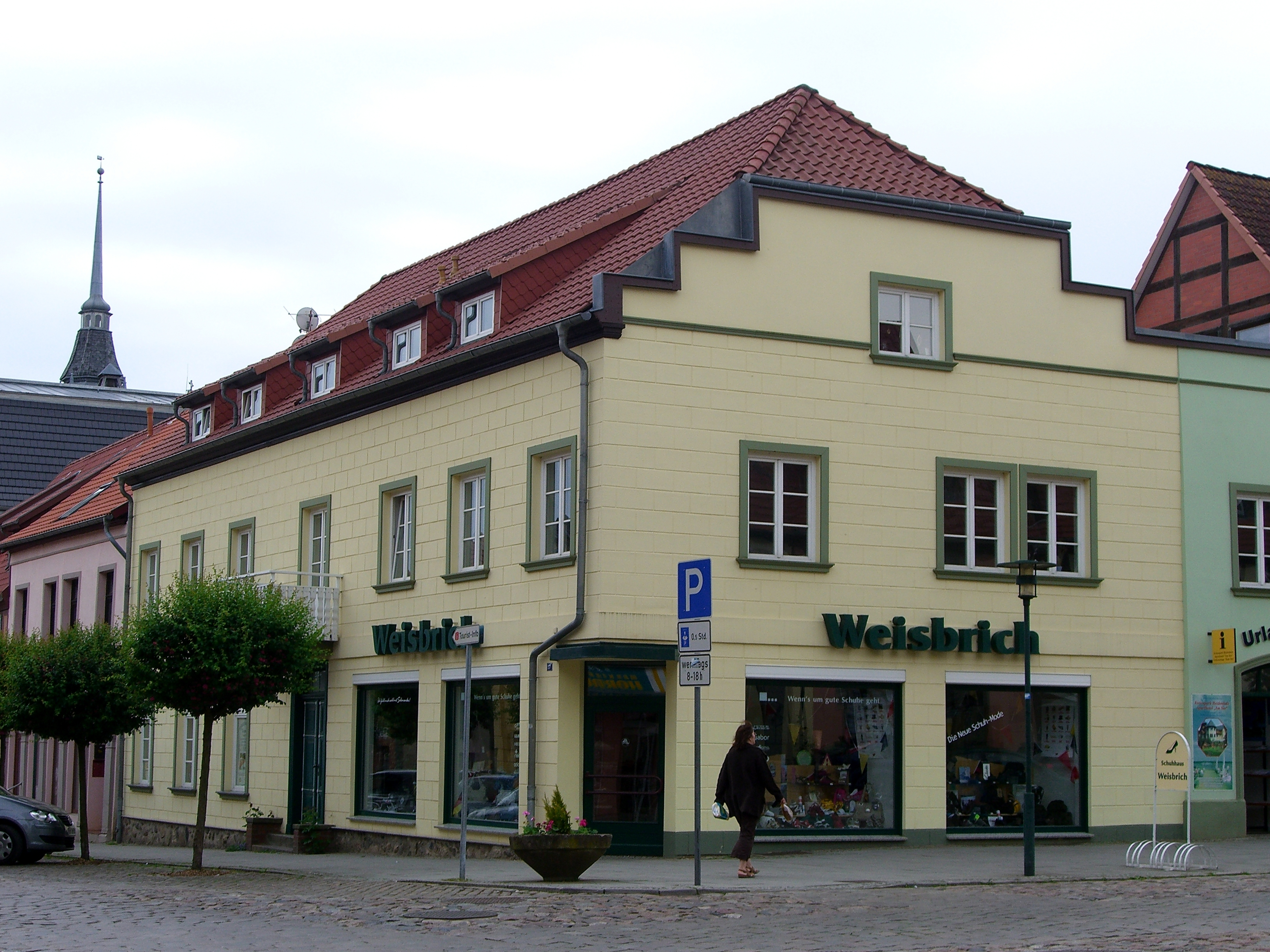
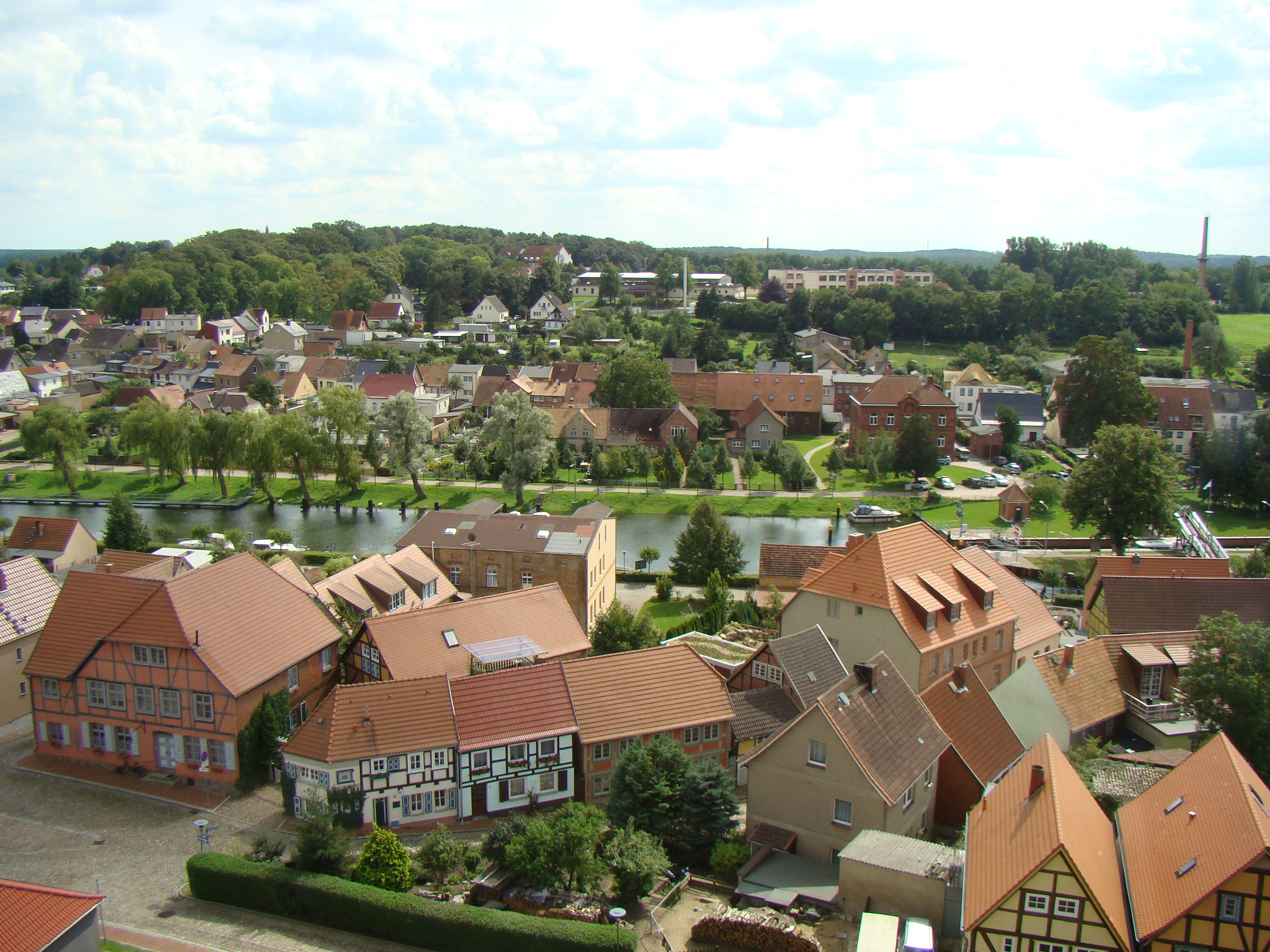
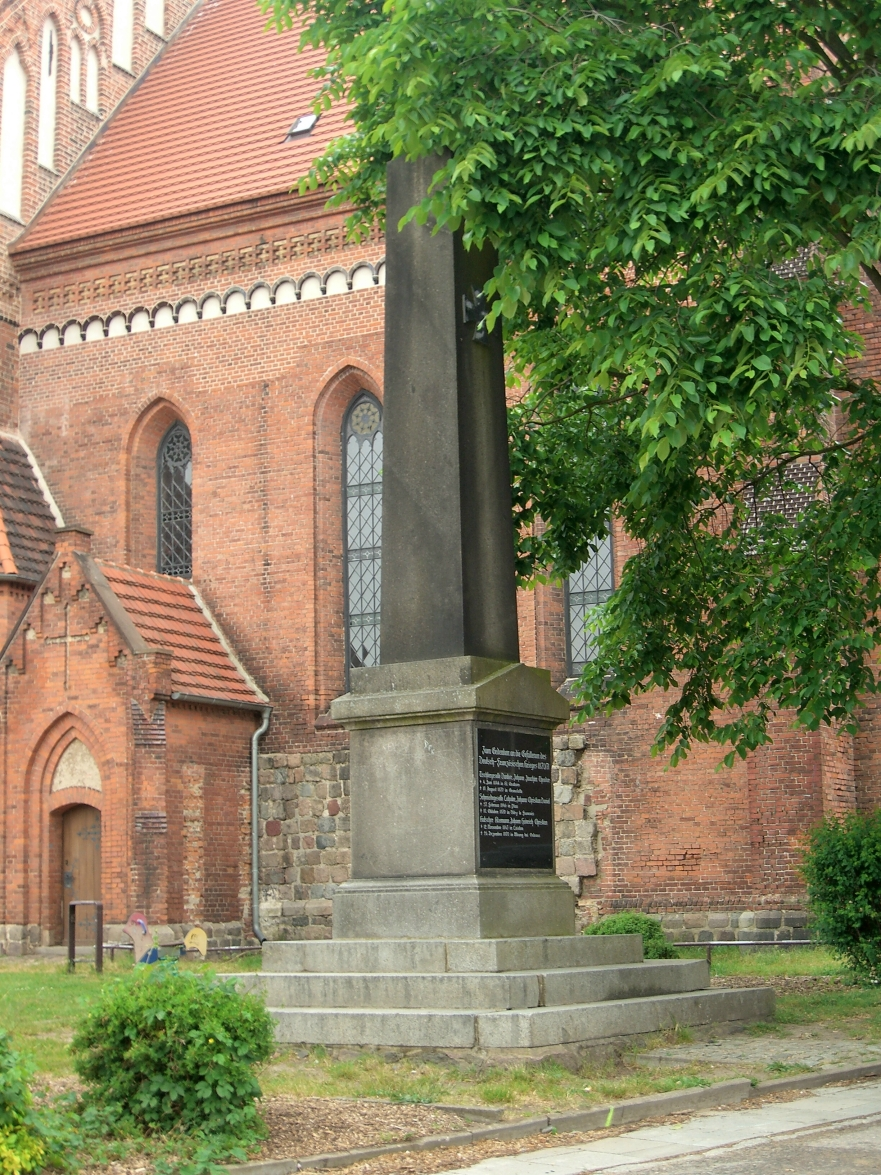
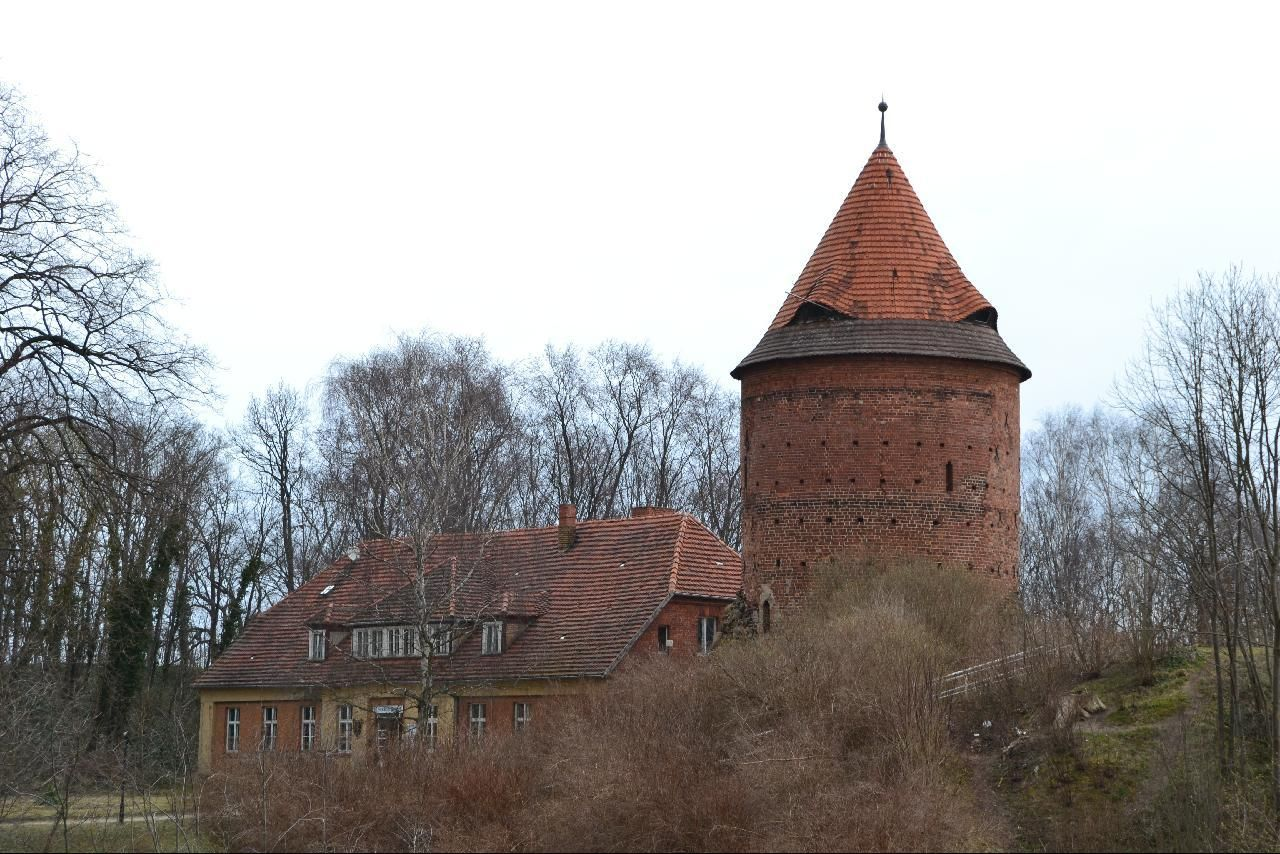
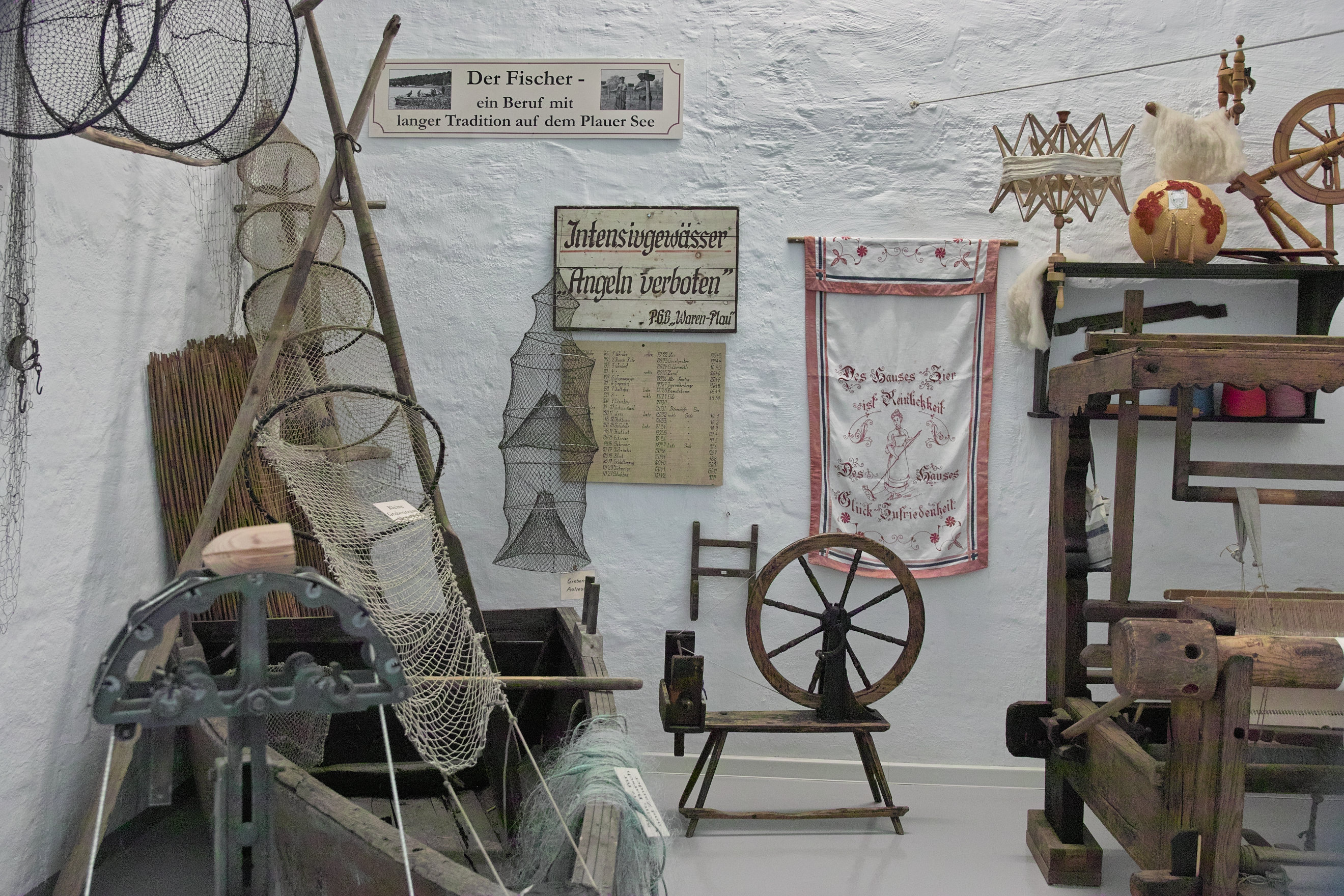
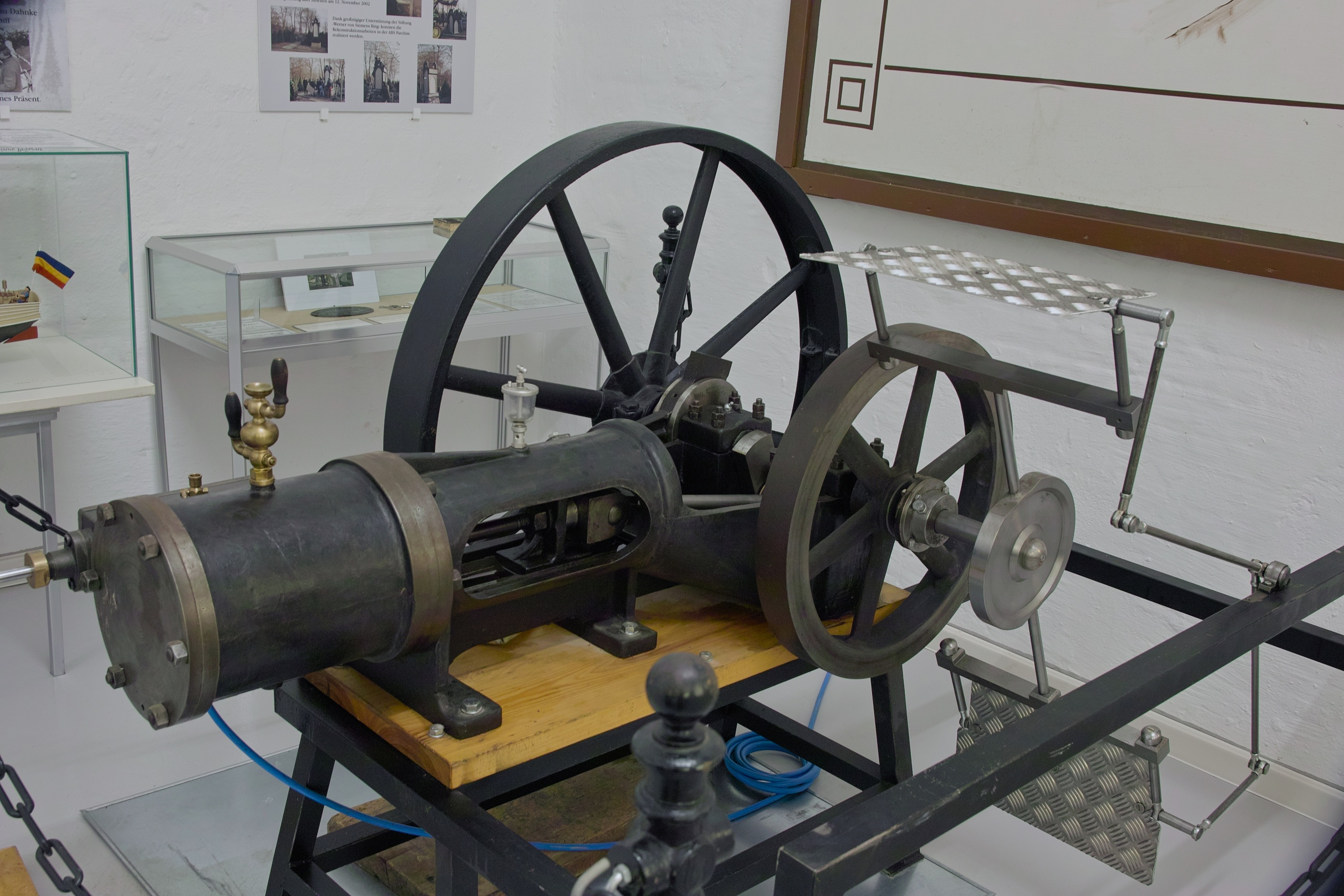

## Népesség
A település népességének változása:
| Lakosok száma | 6013 | 6037 | 6091 | 6231 | 6166 |
|               | 2017 | 2019 | 2021 | 2022 | 2023 |